# Scopelodes pallivittata
Scopelodes pallivittata is een vlinder uit de familie van de slakrupsvlinders (Limacodidae). De wetenschappelijke naam van de soort is voor het eerst geldig gepubliceerd in 1886 door Pieter Snellen.